# Erik Dahlström
Erik Arvid Teofron Dahlström, född 26 juni 1894 i Eskilstuna, Södermanlands län, död där 30 oktober 1953, var en svensk amatörfotbollsspelare (anfallare).

## Biografi
Dahlström var uttagen i den svenska fotbollstruppen till OS i Stockholm 1912. Där fick han speltid i matchen mot Italien (förlust 0–1) i den avslutande matchen av Sveriges två i turneringen.  
Dahlström, som bara dagarna innan spelen fyllt 18 år och därmed blev Sveriges dittills yngste landslagsspelare, hade spelat till sig en OS-plats genom att göra två mål i sin första landskamp, mot Finland – två dagar innan den första OS-matchen spelades. Dahlström fick efter sina första två landskamper vänta på en tredje och sista ända fram till 1921. Två gjorda mål i debuten blev facit.
Dahlström tillhörde under sin klubbkarriär IFK Eskilstuna, med vilka han 1921 vann ett SM-guld.

## Meriter

### I klubblag
IFK Eskilstuna
- Svensk mästare (1): 1921

### I landslag
Sverige
- Uttagen till OS (1): 1912
- 3 landskamper, 2 mål